# Ernst Heimes

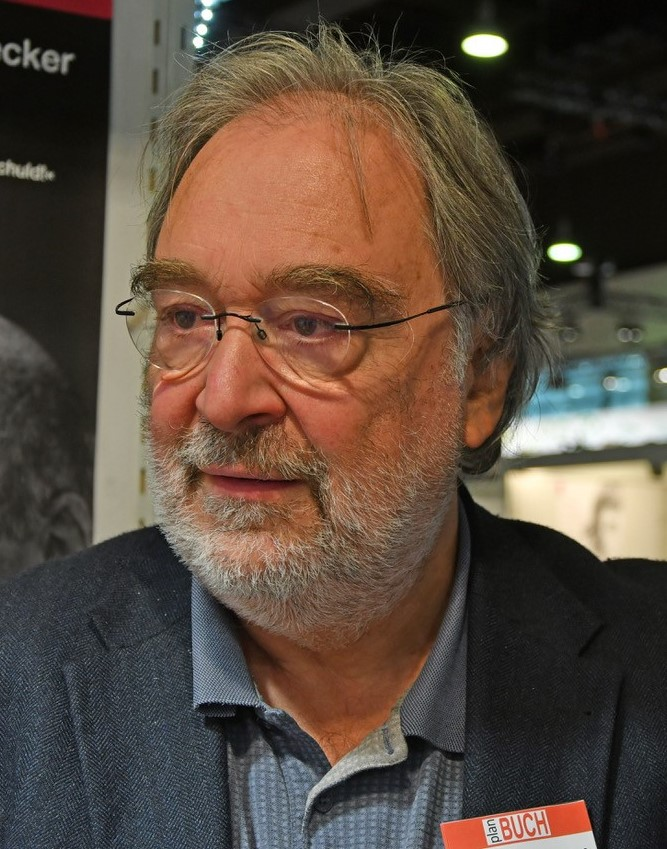
Ernst Heimes (2022)

Ernst Heimes (* 24. März 1956 in Cochem-Cond) ist ein deutscher Schriftsteller und Kabarettist. Er lebt in Löf an der Mosel. Von 1983 bis 2025 war er Inhaber der Buchhandlung Heimes in der Koblenzer Altstadt.
Heimes ist seit Mitte der 1970er Jahre als Schriftsteller tätig. Bekannt wurde er mit dem Buch „Ich habe immer nur den Zaun gesehen“ (1992), das die vergessene Geschichte des KZ Cochem-Bruttig-Treis (ein Außenlager des KZ Natzweiler-Struthof) u. a. anhand von Augenzeugenberichten rekonstruiert. Das inzwischen in mehreren veränderten und ergänzten Auflagen erschienene Buch ist heute das Standardwerk zum Thema KZ Außenlager Cochem. Der Autor Ernst Heimes beschäftigt sich seit Mitte der 1980er Jahre mit den Konzentrationslagern an der Mosel. In Veranstaltungen, Lesungen, Projekten und Exkursionen trägt er als ausgewiesener Fachmann sein Wissen hierüber bis heute in die Öffentlichkeit. Es folgten die Bücher „Jude in Lehmen“ (1993), „Schattenmenschen“ (1996), „Die Nacht geht Farben holen“ (1998). Heimes verfasste die Biografie des deutschen Gewerkschafters und Politikers (SPD) Julius Lehlbach mit dem Titel „Das Ziel unserer Sehnsucht ist weit“ (2004). Im Herbst 2004 entstand das Schauspiel „Schatten von Menschen“, das am 24. September 2005 durch das Koblenzer Jugendtheater uraufgeführt wurde. Im September 2011 kam sein Schauspiel „Mirjam Ghettokind“ über das Ghetto Theresienstadt und die Kinderoper Brundibár im Innenhof des Fort Konstantin, Koblenz, in einer groß inszenierten Freilicht-Fassung zur Aufführung.
Vortrags- und Lesereisen führten ihn unter anderem ins europäische Ausland sowie nach Israel und Palästina.
Neben seiner schriftstellerischen Tätigkeit trat er in den Jahren 1988 bis 2001 mit wechselnden Kabarettprogrammen in Deutschland und im deutschsprachigen Ausland auf. In dieser Zeit gehörte er der Kabarett-Formation Kabarett Rohr verstopft an und trat als Solo-Künstler auf.
Im Jahr 2005 wurde Heimes in den „Kunst- und Kulturbeirat zur politischen Bildung in Rheinland-Pfalz“ berufen. Im Herbst 2022 wurde er in das PEN-Zentrum Deutschland berufen.
Seit seiner Heirat 2022 trägt er den Familiennamen Linde-Heimes.

## Werke (Auswahl)
- Ich habe immer nur den Zaun gesehen. Suche nach dem KZ-Außenlager Cochem. Koblenz: Fölbach, 4. Aufl. 1999. ISBN 3-923532-39-3.
- Jude in Lehmen. Prosa. Koblenz: Fölbach, 1993. ISBN 3-923532-22-9.
- Schattenmenschen. Erzählung. Frankfurt a. M.: Brandes und Apsel, 1996. ISBN 3-86099-449-2.
- Die Nacht geht Farben holen. Worte wider den herrschenden Klamauk. Frankfurt a. M.: Brandes und Apsel, 1999. ISBN 3-86099-473-5.
- Das Ziel unserer Sehnsucht ist weit. Julius Lehlbach (1922–2001) – ein Leben für Frieden, Freiheit und soziale Gerechtigkeit. Hrsg. von der Landeszentrale für Politische Bildung Rheinland-Pfalz (Reihe: Persönlichkeiten des Landes Rheinland-Pfalz), Mainz 2004. ISBN 3-00-015025-0.
- Moseltalbrücke. Roman. Frankfurt a. M.: Brandes und Apsel, 2009. ISBN 978-3-86099-590-7.
- Mirjam Ghettokind. Schauspiel über das Ghetto Theresienstadt und die Kinderoper 'Brundibár. Frankfurt a. M.: Brandes und Apsel, 2011. ISBN 978-3-86099-712-3.
- Schwindend im Dämmer. Gedichte Bilder. Norderstedt: BoD, 2014. Edition der Buchhandlung Heimes. ISBN 978-3-7357-9082-8
- Der Sommer, der alles veränderte. Roman. Frankfurt a. M.: Brandes und Apsel, 2016. ISBN 978-3-95558-167-1
- Ich habe immer nur den Zaun gesehen. Suche nach dem KZ-Außenlager Cochem. Überarbeitete und erweiterte Neuausgabe. Zell/Mosel: Rhein-Mosel-Verlag 2019. ISBN 978-3-89801-412-0.
- Bevor das Vergessen beginnt. Nachermittlungen über das KZ-Außenlager Cochem. Zell/Mosel: Rhein-Mosel-Verlag 2019. ISBN 978-3-89801-423-6
- Bevor das Vergessen beginnt. Nachermittlungen über das KZ-Außenlager Cochem. Erweiterte Neuausgabe. Zell/Mosel: Rhein-Mosel-Verlag 2022. ISBN 978-3-89801-461-8
- Public History an Rhein und Mosel. Stephanie A. Faber, Christian Grieshaber (Hrsg.) Darin der Beitrag "Public History am Beispiel der Suche nach dem KZ-Außenlager Cochem". Berlin: Logos Verlag 2022. ISBN 978-3-8325-5530-6
- Inmitten von allem der Fluss. Roman. Zell/Mosel: Rhein-Mosel-Verlag 2024. ISBN 978-3-89801-475-5
- Der Sommer, der alles veränderte - Zurück nach Maillé. Roman. Bullay/Mosel: Rhein-Mosel-Verlag 2025. ISBN 978-3-89801-485-4

## Preise und Auszeichnungen
- 1986 Auslandsreise-Stipendium des VS und Auswärtigen Amtes
- 1992 Arbeitsstipendium des Ministeriums für Bildung und Kultur Rheinland-Pfalz
- 1999 Kulturpreis des Landkreises Mayen-Koblenz „forum artium plaudit“
- 2000 Hunsrück-Literatur-Preis
- 2015 Kulturpreis „Burgener Rebstock“
- 2020 Deutscher Buchhandlungspreis 2020
- 2024 Ehrenmitglied der Büchergilde Gutenberg